# Symfonie nr. 3 (Bruk)
Fridrich Bruk voltooide zijn Symfonie nr. 3 De kunstenaar Chagall in 2000. De symfonieën van Bruk zijn vrijwel onbekend en de derde is daarop geen uitzondering. Bruk schreef de symfonie als eerbetoon aan de kunstschilder Marc Chagall. Bruk en Chagall hadden hun (deels) Joodse komaf als gemeenschappelijke factor. De subtitel van de symfonie Juutalaisesta kansanrunoudesta (gedicht uit de Joodse folklore) wees daarop. De symfonie is geschreven voor symfonieorkest en tenor, waarbij de zanger in diverse talen (ook een oud Joodse) zingt.   
De symfonie kent geen klassieke opbouw van een symfonie en klinkt onsamenhangend. De muziek en liedopbouw kent enige gelijkenis met die van Dmitri Sjostakovitsj, maar alleen in de basis. Een goede opname is er in 2011 nog niet en afgaande op het feit dat de symfonie nog niet openbaar is uitgevoerd zal er geen vervolgopname verschijnen.

## Delen
- Moderato e timidamente; Beelden uit Vitebsk (Vitebskin kuvia)
- Luttuoso (droevig); Bella’s dood (Bellan kuolema) (Bella was de vrouw van Marc Chagall)
- Moderato, Andantino, Con Gióia; De opwekking (Uudestisyntyninen)

## Orkestratie
- tenor
- 3 dwarsfluiten, 3 hobo’s,  2 klarinetten, 2 fagotten
- 4 hoorns, 2 trompetten,  3 trombones, 1 tuba
- pauken, 4 man/vrouw percussie,  celesta
- violen, altviolen, celli, contrabassen

## Discografie
- Uitgave Estonian Record Productions: Estlands Nationaal Opera Symfonieorkest o.l.v. Erkki Palola met tenor Mati Turi, een opnamen uit september 2002